# Фридрих фон Саксония-Алтенбург (1801 – 1870)
Фридрих Вилхелм Карл Йозеф Лудвиг Георг фон Саксония-Алтенбург (на немски: Friedrich Wilhelm Karl Joseph Ludwig Georg von Sachsen-Altenburg, „der Jüngere“; * 4 октомври 1801 в Хилдбургхаузен; † 1 юли 1870 в Алтенбург) от род Ернестини е принц на Саксония-Хилдбургхаузен и от 1826 г. принц на Саксония-Алтенбург.
Той е син на херцог Фридрих фон Саксония-Алтенбург (1763 – 1834) и съпругата му ринцеса Шарлота Георгина Луиза фон Мекленбург-Щрелиц (1769−1818), дъщеря на херцог Карл II от Мекленбург-Щрелиц и принцеса Фридерика Каролина Луиза фон Хесен-Дармщат. Майка му е сестра на пруската кралица Луиза и на хановерската кралица Фридерика фон Мекленбург-Щрелиц.
От 1816 г. той заедно с брат му Едуард е възпитаван в институт Феленберг в Хофвил в Швейцария.
На 25 юни 1834 г. Фридрих се сгодява в Лондон с леди Мария Алатеа Беатриче Талбот (1815 – 1858), дъщеря на Джон Талбот, 15-ият граф Шрусбери. Тържествата са организирани от кралица Аделаида, съпругата на Уилям IV. Неговият зет баварският крал Лудвиг I издига леди Мария Алатеа на баварска принцеса. Те обаче не се женят. Филип остава неженен.
Той остава да живее до 1849 г. в Хилдбургхаузен, след това се мести в дворец Хумелсхайн. През 1826 г. е издигнат на хауптман. Той се посвещава на грижите за бедните. Фридрих е погребан в княжеската гробница в Алтенбург.